# Ryuchell
ryuchell（りゅうちぇる、1995年〈平成7年〉9月29日 - 2023年〈令和5年〉7月12日）は、日本の男性の読者モデル、タレント、歌手、実業家。沖縄県宜野湾市普天間出身。株式会社比嘉企画所属タレント兼代表取締役。旧芸名は、りゅうちぇる。本名は、比嘉 龍二（ひが りゅうじ）。
姉は元シンガーソングライターで実業家の比花知春。元妻はタレントのpecoで、離婚届提出後も同居していた。離婚後のpecoとの関係を「人生のパートナー」としていた。

## 生涯

### 生い立ち
1995年（平成7年）9月29日に、5人兄弟姉妹の末っ子として沖縄県宜野湾市で生まれる。沖縄県立北中城高等学校卒業後にアパレル関係の仕事をするため上京する。
上京後、読者モデルとして活動する傍ら、原宿にある古着店「SUPER WEGO」に勤務。バイト先のアパレル店で出会った「ぺこ」と2014年5月から交際開始。旧芸名の「りゅうちぇる」は、アメリカ合衆国のテレビドラマ「glee/グリー」の登場人物レイチェル・ベリーに由来。モデルのこんどうようぢ、とまん、ゆうたろうとともに、オネエらしさと男性らしさを併せ持つ「ジェンダーレス男子」として注目される。

### 芸能デビュー
2015年9月に『行列のできる法律相談所』に恋人のぺこと出演して司会の明石家さんまとギャグを生み出すなど話題となり、以後ぺこと2人で「ぺこ&りゅうちぇる」としてバラエティ番組に出演が増加した。
2016年4月10日に再び同番組に「ぺこ&りゅうちぇる」で出演する。放送前にLINE NEWS等で記事に掲載されたこともあり、Twitterでシンガーソングライターの比花知春が実姉である事を告白し、実姉とテレビ番組初共演した。広く知られるきっかけとなった『行列のできる法律相談所』放送前に、同局の『ナイナイアンサー』にぺこの恋人として出演予定で収録も済んでいたが、放送では彼の出演部分はすべてカットされた。この出来事を彼は「初めての屈辱」と振り返っている。しかし、その翌日に行われた行列のできる法律相談所の収録は、ぺこの助言で「自分の素を出そう」と臨み、結果ブレイクに繋がった。天然キャラと奔放な発言で人気を集め、メディア出演が増加し、原宿系ファッションにおいてカリスマ的存在となる。2016年4月にAbemaTVが初の冠番組『りゅうちぇる×ちゃんねる』を放送を開始する。
2016年12月28日にぺこと結婚して戸籍名が比嘉龍二、妻は比嘉哲子となった。2016年12月31日に公表し、2017年9月10日に挙式と披露宴を催した。
2018年2月14日、RYUCHELL名義によるアーティスト活動を開始し、同日、デビュー曲となる「Hands up!! If you're Awesome」を配信リリースした。2018年7月11日 、第1子となる男児が誕生。その後10月18日、育児を楽しみながら頑張ったパパタレントを表彰する『イクメン オブ ザ イヤー 2018「芸能部門」』を受賞。

### 個人事務所を設立
2021年9月30日付で夫婦でスターレイプロダクションを退社。2021年10月1日に個人事務所（比嘉企画）を設立し、代表取締役を務め、妻とともにタレントとしても所属。2021年11月10日に更新した公式YouTubeチャンネルにて芸名表記を夫婦でそれぞれryuchell、pecoに変えることを発表。改名の理由については、夫婦で所属事務所を退所し、夫婦で個人事務所を立ち上げたからだと説明。
2022年8月25日に「父親であることは心の底から誇りに思えるのに、自分で自分を縛りつけてしまっていたせいで、夫であることには、つらさを感じてしまうようになりました」と妻pecoに明かし、離婚届を提出。以後は人生のパートナーとなると公表した。翌26日に所属事務所がコメントを発表、「『新しい家族の形』として同居は続ける」「事実婚というカテゴライズではない」としている。

### 死去
2023年7月12日午後5時30分頃、東京都渋谷区の自宅兼所属事務所で死亡しているのが発見された。現場の状況から自殺を図ったとみられている。27歳没。前日7月11日は息子の5歳の誕生日で、家族3人でお祝いをするために日本からグアムへ行っていたが、死亡当日はryuchell1人が日本に帰国していた。日本へ戻る際には、「（2人が）日本に帰ってくるとき空港にお迎えに行くからね」と元妻のpecoに話していた。

## 人物
活動初期の頃は、日本の南に存在するとする「ちぇるちぇるランド」（または「ちぇるちぇるらんど」）出身と自称し、1980年代のアイドルを思わせるヘアバンドがトレードマークで、女性的な仕草で手と体を激しく動かすハイテンションなキャラクターが特徴であった。テレビでは度々「可愛くなりたい」と発言しており、濃い髭を隠すために様々なメイクを施していた。高校生の頃から原宿ファッションに関心を持ったが、タレントデビューした頃の辺りには、アメリカの1990年代の映画や連続ドラマに登場するようなファッションを真似していると話していた。2017年、オリコンは彼が愛らしいキャラクターはそのままに「おバカ枠」から脱皮し、「若者の代弁者」に変化したと指摘。しかし、彼は2016年後半から自分の意見を主張する番組への出演が増えたことは認めつつも、代弁者になったつもりは一切ないと否定している。

### 性的指向・性自認
幼少期から身体性は男であるが、かわいいものが大好きで飲水時に小指が立ってしまうタイプであったことを明かしている。かつては「男の子が好きな方がまだわかりやすい」「普通の男の子になりたいと思ってた」「こんなにかわいいものが好きなのに、なんで女の子が好きなんだろうって」と自身がLGBTどれにも当てはまらない性的指向・性自認であることに葛藤を抱いていた経験から、LGBTに対して理解を示している。 
2022年8月25日、夫婦関係の解消をSNSで公表した際に、pecoは「正直、墓場まで持っていってほしかったと一瞬たりとも思ったことはないと言えば嘘になります。」「今 生きて、勇気を振り絞ってわたしに打ち明けてくれたことに、ありがとうの気持ちでいっぱいなのです」「最高の旦那さんだった」と語り、pecoについて「女性を好きになることは、僕の人生の中で、初めての事」と語り、ファンには「僕には隠していた部分がありました」などと謝罪した。

### 結婚と離婚
妻であるpecoとは、 高校卒業後の上京後、2014年5月にバイト先の古着店「SUPER WEGO」で出会い、交際に発展。初めて女性を好きになったと明かしている。pecoの好きなところについて、「優しいところ、僕のこと分かってくれているところ、しっかりしているところ、自分のことが大好きで大切で自信満々なところ、出会ったときから日に日に可愛くなっていてドキドキさせてくれるところ、金髪も赤毛も似合うところ、センスがあるところ、僕のこと褒めてくれるところ、僕の決して終わらない無限のお喋り&病みに付き合ってくれてそばにいてくれるところ、僕の個性をバカにせず愛してくれるところ、僕の仕事している姿を好きでいてくれるところ、一緒に夢を語り合えるところ、愛嬌があるところ、人に失礼な行動を絶対とらないところ、僕のことをたててくれるところ、家事も子育ても楽しんでやってくれるところ」と16個をあげていた。
2016年12月28日に結婚（公表は同年12月31日）。2017年9月10日、挙式・披露宴を行う。
2018年2月3日、第1子妊娠を報告。同年7月11日、男児が誕生。ファンの間では2人を合わせて「りゅうぺこ」と呼ばれている。『イクメン オブ ザ イヤー 2018』「芸能部門」を受賞し式に参加した際、「（夫婦間で）決めつけをせず、個人としてしっかり思い合えるパパがイクメンなんじゃないかな。子育ては2人でするもの」と自身のイクメン論を語った。
2022年8月25日にマスメディアで自分の生き方や、夫としての生き方について語る機会が増えていく中で、「本当の自分と、本当の自分を隠すryuchellとの間に、少しずつ溝ができてしまいました」と本心を告白し、気づくと男でいなきゃいけないという気持ちが強くなっていたと明かした。そして、父親であることは誇りに思えるのに、夫であることには辛さを感じていたため、夫婦関係から人生のパートナー関係へ変更するとして離婚するが、家族として同居は続けた（事実婚とは異なるとしている）。

### 家族
5人兄弟姉妹の次男で、末っ子である。次姉は元シンガーソングライター（2019年引退）の比花知春。両親は離婚している。
祖父がスペイン系アメリカ人。戦時中に日本にきたアメリカ兵であり、戦後沖縄でryuchellの祖母と出会い、彼の父が生まれた。祖父は離婚してアメリカに帰ったが、祖母は「戦争は人を変えてしまう。皆が皆悪い人じゃないし、皆が皆いい人でもない」といってアメリカ兵や祖父を悪く言うことはなかった。祖母は10代の頃に集団自決しようとする一団から1人だけ逃げて生き残った経験を持つ。
ryuchell自身は、2004年に起きた沖国大米軍ヘリ墜落事件を近くで目撃している。
2024年12月29日午前6時過ぎに母が病気発覚から半年間の闘病の末、71歳で死去したことを同月31日に次姉の比花知春のブログや、三姉のInstagramによって明かされた。

### 交友関係
JO1の與那城奨、THE RAMPAGE from EXILE TRIBEの神谷健太と与那嶺瑠唯は小学校からの友人である。

## 出演

### テレビ
レギュラー
- りゅうちぇる×ちゃんねる（2016年4月 - 2017年6月)、(AbemaTV）
- 恋んトス
  - シーズン4～11（2016年7月-2022年8月 TBS ）※シーズン8よりParavi（現・U-NEXT）配信と並行。
- ドキドキ宅配便 それ、届けに行きませんか?（2016年8月、テレビ東京） - MC（全3回）
- 青春!Live Channel（2017年4月-9月、テレビ東京） - MC
- NHK高校講座『家庭総合』（2020年4月-2021年3月、Eテレ） - MC

準レギュラー
- ペケ×ポン（フジテレビ）
- 優しい人なら解ける クイズやさしいね （フジテレビ）
- モシモノふたり〜タレントが“おためし同居生活”してみました〜（フジテレビ）
- 行列のできる法律相談所（日本テレビ）
- 幸せ!ボンビーガール（日本テレビ）
- ニンゲン観察バラエティ モニタリング（TBS）
- 好きか嫌いか言う時間（TBS）
- 日立 世界・ふしぎ発見!（TBS）
- 天才!志村どうぶつ園（日本テレビ）
- にいがたメチャカワch（テレビ新潟）
- サンデージャポン（TBS）
- 川島明の芸能界（秘）通信簿（フジテレビ）
- 土曜はカラフル!!!（東京メトロポリタンテレビジョン）

### ラジオ
- りゅうちぇると高見奈央のiDOL on-line（2020年2月26日 -、ShibuyaCross-FM） - MC
- LOVE RAINBOW TRAIN（2022年1月 - 2023年1月、TBSラジオ） - パーソナリティ[58]
- 阿佐ヶ谷姉妹のクラブピンクメガネ（2022年1月3日・5月3日・8月16日・2023年1月1日、NHKラジオ第1） - 阿佐ヶ谷姉妹と共演[59]

### ウェブテレビ
- Qosmetic 8（2021年1月23日 - 3月13日、ABEMA） - MC[60]
- ABEMA Prime（2022年9月14日、10月26日、11月9日、12月7日、2023年1月25日、2月22日、3月15日、2023年4月 - 7月） - MC

### 映画
- どすこい!すけひら（2019年11月1日、アークエンタテインメント） - フレッド 役
- 愛してる!（2022年9月16日、日活）[61]

### 劇場アニメ
- クレヨンしんちゃん 新婚旅行ハリケーン 〜失われたひろし〜（2019年4月19日） - 本人役[62]

### Webアニメ
- こぎみゅん（2017年7月30日、AbemaTV） - チョココロネェ 役[63]
- 実験都市DIVER CITY（2020年、Twitter） - チェリー 役[64]

### CM・広報
- 住宅情報館 ビッグサマーフェア「トントンカンカン篇」（2016年8月） - 竹内力と共演
- メルカリ（2016年）
- 『TOHYO都』（東京都選挙管理委員会企画、AC部制作。2016年5月） [65][66]
- リクルート「フロム・エー ナビ」（2016年）[67]
- モンデリーズ・ジャパン「クロレッツ」スッキリガム総選挙キャンペーン（2017年） - 田村淳・小島瑠璃子・東国原英夫・松崎しげると共演
- 土屋ホーム（2018年 - ） - 葛西紀明と共演
- りゅうせき「Let's 都市ガススイッチ ガスイッチ はじめました」編（2022年）[68]

### 舞台
- アリカナシカ（2015年）

### ミュージック・ビデオ
- EDGE of LIFE「Starry Sky」（2016年）[69]

### 音楽フェス
- 『Yasutaka Nakata presents OTONOKO 2018』（2018年・石川県産業展示館）

### 雑誌
- たまごクラブ 2018年5月号（2018年4月15日、ベネッセコーポレーション） - 表紙・インタビュー[70]
- ひよこクラブ 2020年2月号 - 10月号（2020年1月15日 - 11月15日、ベネッセコーポレーション） - 「ぺこ＆りゅうちぇるが答える育児のモヤモヤ相談室」を連載[71]

### 新聞
- 学生新聞

### 著書
- 『こんな世の中で生きていくしかないなら』（朝日新聞出版・2021年・ISBN 9784023319677）

### 音楽

#### 配信シングル
| タイトル                     | リリース日     | レーベル                 |
| ---------------------------- | -------------- | ------------------------ |
| Hands up!! If you're Awesome | 2018年2月14日  | ヴァージン・ミュージック |
| Link                         | 2018年8月15日  | ヴァージン・ミュージック |
| Diversity Guys!              | 2018年10月17日 | ヴァージン・ミュージック |
| 今すぐKiss Me                | 2019年2月6日   | ヴァージン・ミュージック |

#### アルバム
| タイトル                          | リリース      | レーベル                 | 形態                               |
| --------------------------------- | ------------- | ------------------------ | ---------------------------------- |
| SUPER CANDY BOY                   | 2019年4月10日 | ヴァージン・ミュージック | CD+ブックレット（TYCT-60135） 配信 |
| ♡T愛me Ma心n♡（タイム・マシーン） | 2023年1月10日 | ryuchell                 | 配信                               |

## プロデュース

### 化粧品
- メイクブランド『 煌煌（KiraKira）』「愛との出逢い〜Natural Face Oil〜」（アランエイジ株式会社・2022年）

### ファッション・服飾小物
- ryuchell×SAMANTHAVEGA（サマンサベガ・2022年）

## 受賞
- 第3回Yahoo!検索大賞 パーソンカテゴリ モデル部門賞（2016年[72]）
- イクメン オブ ザ イヤー 2018 芸能部門（2018年[73]）